# Aleksandrovo, Merošina
Aleksandrovo (izvirno srbsko Александрово) je naselje v Srbiji, ki upravno spada pod Občino Merošina; slednja pa je del Niškega upravnega okraja.

## Demografija
V naselju, katerega izvirno (srbsko-cirilično) ime je Александрово, živi 320 polnoletnih prebivalcev, pri čemer je njihova povprečna starost 43,2 let (42,4 pri moških in 44,0 pri ženskah). Naselje ima 127 gospodinjstev, pri čemer je povprečno število članov na gospodinjstvo 3,09.
To naselje je, glede na rezultate popisa iz leta 2002, večinoma srbsko.
|  |

| Demografija | Demografija     | Demografija     |
| Leto        | Št. prebivalcev | Št. prebivalcev |
| ----------- | --------------- | --------------- |
|             |                 |                 |
|             |                 |                 |
|             |                 |                 |
|             |                 |                 |
| 1948        | 429             |                 |
| 1953        | 402             |                 |
| 1961        | 335             |                 |
| 1971        | 305             |                 |
| 1981        | 362             |                 |
| 1991        | 361             | 361             |
| 2002        | 393             | 393             |
|             |                 |                 |

| Etnična sestava po popisu iz leta 2002 | Etnična sestava po popisu iz leta 2002 | Etnična sestava po popisu iz leta 2002 | Etnična sestava po popisu iz leta 2002 | Etnična sestava po popisu iz leta 2002 |
| -------------------------------------- | -------------------------------------- | -------------------------------------- | -------------------------------------- | -------------------------------------- |
| Srbi                                   | Srbi                                   |                                        | 377                                    | 95,92%                                 |
| Romi                                   | Romi                                   |                                        | 5                                      | 1,27%                                  |
| Makedonci                              | Makedonci                              |                                        | 2                                      | 0,50%                                  |
| Slovenci                               | Slovenci                               |                                        | 1                                      | 0,25%                                  |
| Nemci                                  | Nemci                                  |                                        | 1                                      | 0,25%                                  |
| Neznano                                | Neznano                                |                                        | 7                                      | 1,78%                                  |